# アーカンソー・レイザーバックス

アーカンソー・カラーのSECのロゴ

アーカンソー・レイザーバックス（英語: Arkansas Razorbacks、愛称: Hogs）は、アメリカ合衆国のアーカンソー大学のスポーツ競技チーム。NCAAディビジョンIのサウスイースタン・カンファレンス西部地区所属。

## 概要
アーカンソー大学には現在19（男子8、女子11）のスポーツ競技チームが存在している。

## 競技チーム
| 男子スポーツ                            | 女子スポーツ     |
| --------------------------------------- | ---------------- |
| 野球                                    | バスケットボール |
| バスケットボール                        | クロスカントリー |
| クロスカントリー                        | ゴルフ           |
| フットボール                            | 体操             |
| ゴルフ                                  | サッカー         |
| テニス                                  | ソフトボール     |
| 陸上†                                   | 水泳・飛込       |
|                                         | テニス           |
|                                         | 陸上†            |
|                                         | バレーボール     |
| †屋外競技チームと室内競技チームがある。 |                  |

### フットボール

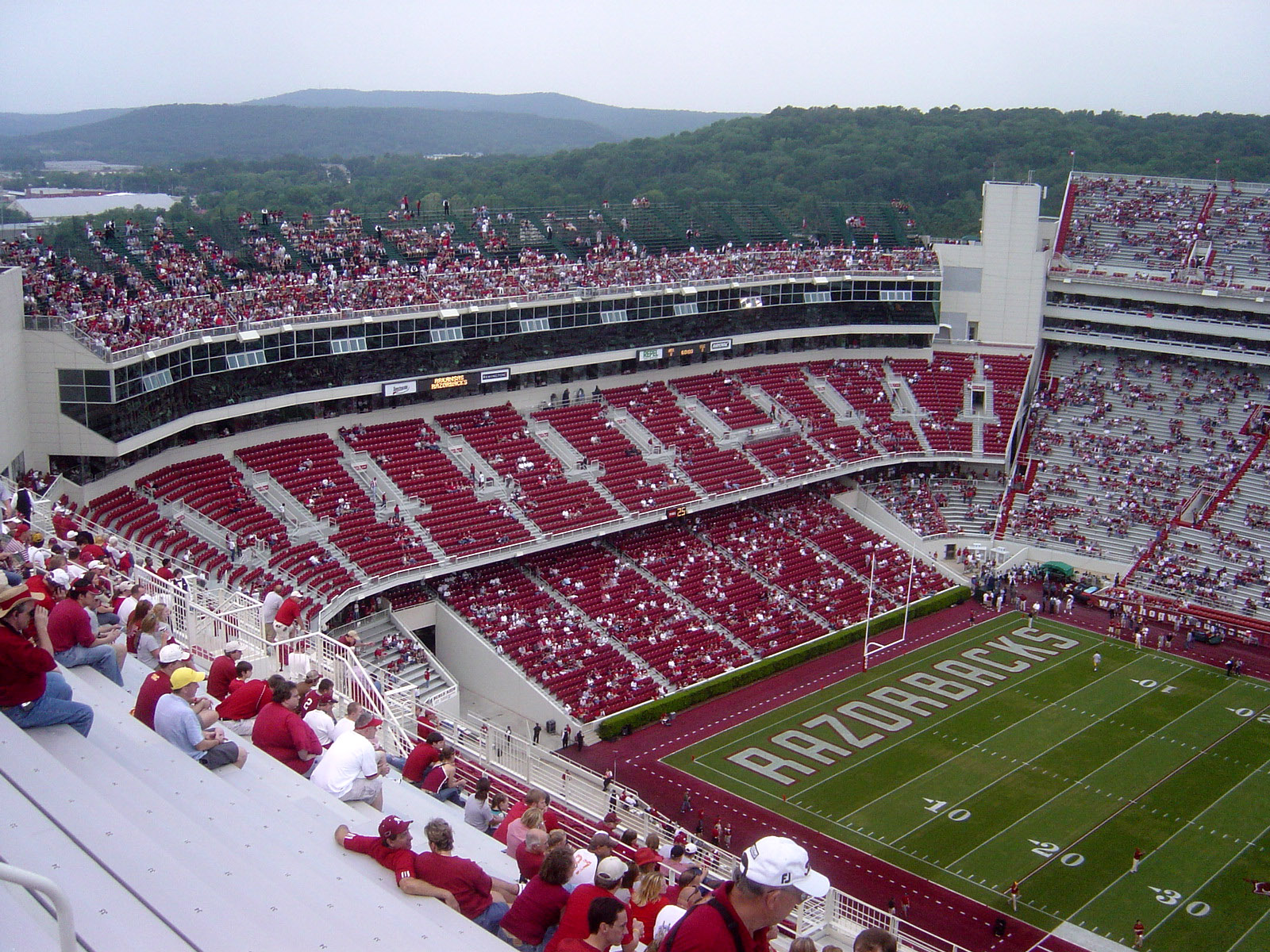
レイザーバックスタジアム

アーカンソー・レイザーバックスのフットボールチームはNCAA Division I-Aのサウスイースタン・カンファレンスに所属している。2007年まで10年に渡り指揮を執っていたヒューストン・ナッツ（Houston Nutt)の辞任により、ボビー・ペトリーノ（Bobby Petrino）が2008年から指揮を執る。アーカンソー大学フットボールチームは2つの本拠地を併用している。主要のスタジアムは校内にあるDonald W. Reynolds Razorback Stadiumで、もう一つがアーカンソー州リトルロックにあるWar Memorial Stadiumである。War Memorial Stadiumでは年間2試合を行う事が契約で定めてられている。レイザーバックスは1964年に全勝でシーズンを終え投票により全米チャンピオンに輝いた。

### バスケットボール
アーカンソー・レイザーバックスのバスケットボールチームはNCAAディビジョンIに所属している。2007-08シーズンからジョン・ペルフリーが指揮を執っている。バスケットボールチームは1990年代に当時のコーチであるNolan Richardsonのもと黄金期を築き上げ、1994年にはノーラン・リチャードソンの指揮の下、NCAAトーナメントでデューク大学を破り全米チャンピオンに輝いたが翌年には決勝で惜しくもUCLAに敗れ連覇の偉業はならなかった。 本拠地であるBud Walton Arenaは19,200人収容可能で、大学キャンパス内のバスケットボール施設としては全米で5番目に大きい施設である。

### 野球
アーカンソーの野球チームはダイヤモンドホッグスと呼ばれている。2004年と2009年にはカレッジワールドシリーズに出場しており、2009年には全米3位になっている。
過去37人のメジャーリーガーを輩出しており、ニューヨーク・ヤンキースのエリック・ヒンスキー、フィラデルフィア・フィリーズのクリフ・リーなどがいる。

### 陸上競技
アーカンソー大学の陸上部はJohn McDonnellのもと、室外・室内陸上、クロスカントリーを含めこれまで40回以上も全米チャンピオンに輝いた強豪である。近年では2007年世界陸上で3冠を達成したタイソン・ゲイをはじめ、世界で活躍する選手を送り出している。